# Dundalk Football Club 1990-1991
Questa voce raccoglie le informazioni riguardanti il Dundalk Football Club nelle competizioni ufficiali della stagione 1990-1991.

## Maglie e sponsor
Fornitore tecnico (Union Sports) e sponsor ufficiale (Harp Lager) vengono confermati.
| Manica sinistra · Manica sinistra · Maglietta · Maglietta · Manica destra · Manica destra · Pantaloncini · Calzettoni | Manica sinistra · Maglietta · Manica destra · Pantaloncini · Calzettoni |

## Rosa
| N. |                    | Ruolo | Calciatore    |
| -- | ------------------ | ----- | ------------- |
|    | Irlanda (bandiera) | P     | Alan O'Neill  |
|    | Irlanda (bandiera) | D     | Mick Shelley  |
|    | Irlanda (bandiera) | D     | Joey Malone   |
|    | Irlanda (bandiera) | D     | Ronnie Murphy |
|    | Scozia (bandiera)  | D     | James Coll    |
|    | Irlanda (bandiera) | D     | David Mackey  |
|    | Scozia (bandiera)  | C     | Tom McNulty   |
|    | Irlanda (bandiera) | C     | Paul Brady    |
|    | Irlanda (bandiera) | C     | John Cleary   |
|    | Irlanda (bandiera) | C     | Gino Lawless  |
|    | Irlanda (bandiera) | C     | Martin Lawlor |

| N. |                    | Ruolo | Calciatore       |
| -- | ------------------ | ----- | ---------------- |
|    | Irlanda (bandiera) | C     | Barry Kehoe      |
|    | Irlanda (bandiera) | C     | Larry Wyse       |
|    | Irlanda (bandiera) | C     | Paul Newe        |
|    | Irlanda (bandiera) | C     | Martin Murray    |
|    | Irlanda (bandiera) | C     | Eamonn Synott    |
|    | Irlanda (bandiera) | A     | Terry Eviston    |
|    | Irlanda (bandiera) | A     | Tony Cousins     |
|    | Irlanda (bandiera) | A     | Roddy Collins    |
|    | Irlanda (bandiera) | A     | Richard Purdy    |
|    | Irlanda (bandiera) | A     | Peter Hanrahan   |
|    | Irlanda (bandiera) | A     | Michael Kavanagh |

## Risultati

### Premier Division

#### Prima fase
| Dundalk 2 settembre 1990 1ª giornata | Dundalk | 1 – 5 | Shelbourne | Oriel Park |

| Athlone 9 settembre 1990 2ª giornata | Athlone Town | 0 – 1 | Dundalk | St Mel's Park |

| Dundalk 13 settembre 1990 3ª giornata | Dundalk | 4 – 1 | Bohemians | Oriel Park |

| Limerick 23 settembre 1990 4ª giornata | Limerick City | 0 – 4 | Dundalk | Jackman Park |

| Dundalk 30 settembre 1990 5ª giornata | Dundalk | 0 – 0 | Waterford United | Oriel Park |

| Sligo 7 ottobre 1990 6ª giornata | Sligo Rovers | 2 – 0 | Dundalk | Showgrounds |

| Dundalk 14 ottobre 1990 7ª giornata | Dundalk | 3 – 0 | St Patrick's | Oriel Park |

| Derry 21 ottobre 1990 8ª giornata | Derry City | 0 – 1 | Dundalk | Brandywell |

| Dundalk 24 ottobre 1990 9ª giornata | Dundalk | 2 – 0 | Galway Utd | Oriel Park |

| Dublino 4 novembre 1990 10ª giornata | Shamrock Rovers | 0 – 0 | Dundalk | Tolka Park |

| Dundalk 11 novembre 1990 11ª giornata | Dundalk | 0 – 0 | Cork City | Oriel Park |

#### Seconda fase
| Cork 18 novembre 1990 12ª giornata | Cork City | 1 – 1 | Dundalk | Turner's Cross |

| Dublino 23 novembre 1990 13ª giornata | Shelbourne | 1 – 2 | Dundalk | Harold's Cross Stadium |

| Dundalk 29 novembre 1990 14ª giornata | Dundalk | 3 – 0 | Athlone Town | Oriel Park |

| Dublino 9 dicembre 1990 15ª giornata | Bohemians | 0 – 2 | Dundalk | Dalymount Park |

| Waterford 23 dicembre 1990 16ª giornata | Waterford United | 1 – 3 | Dundalk | Kilcohan Park |

| Dundalk 30 dicembre 1990 17ª giornata | Dundalk | 0 – 2 | Sligo Rovers | Oriel Park |

| Dundalk 13 gennaio 1991 18ª giornata | Dundalk | 1 – 0 | Derry City | Oriel Park |

| Galway 20 gennaio 1991 19ª giornata | Galway Utd | 2 – 3 | Dundalk | Terryland Park |

| Dundalk 27 gennaio 1991 20ª giornata | Dundalk | 0 – 0 | Shamrock Rovers | Oriel Park |

| Dundalk 17 febbraio 1991 21ª giornata | Dundalk | 3 – 0 | Limerick City | Oriel Park\| Arbitro: \| Cooney \| |
| Arbitro:                              | Cooney  |       |               |                                    |

| Dublino 19 febbraio 1991 22ª giornata | St Patrick's | 0 – 0 | Dundalk | Richmond Park |

#### Terza fase
| Dundalk 31 gennaio 1991 23ª giornata | Dundalk | 2 – 0 | Shelbourne | Oriel Park |

| Athlone 10 febbraio 1991 24ª giornata | Athlone Town | 1 – 3 | Dundalk | St Mel's Park |

| Dundalk 14 febbraio 1991 25ª giornata | Dundalk | 3 – 0 | Bohemians | Oriel Park |

| Limerick 24 febbraio 1991 26ª giornata | Limerick City | 0 – 3 | Dundalk | Jackman Park |

| Dundalk 3 marzo 1991 27ª giornata | Dundalk | 1 – 0 | Waterford United | Oriel Park |

| Sligo 17 marzo 1991 28ª giornata | Sligo Rovers | 0 – 0 | Dundalk | Showgrounds |

| Dundalk 31 marzo 1991 29ª giornata | Dundalk | 0 – 0 | St Patrick's | Oriel Park |

| Derry 1º aprile 1991 30ª giornata | Derry City | 0 – 1 | Dundalk | Brandywell |

| Dublino 14 aprile 1991 31ª giornata | Shamrock Rovers | 1 – 2 | Dundalk | Tolka Park |

| Dundalk 17 aprile 1991 32ª giornata | Dundalk | 2 – 0 | Galway Utd | Oriel Park |

| Cork 21 aprile 1991 33ª giornata | Cork City | 0 – 1 | Dundalk | Turner's Cross |

### Fase a gironi
| Dundalk 19 agosto 1990 1ª giornata | Dundalk | 2 – 1 | Monaghan Utd | Oriel Park |

| Drogheda 26 agosto 1990 2ª giornata | Drogheda Utd | 0 – 0 | Dundalk | Lourdes Stadium |

| Dundalk 30 agosto 1990 3ª giornata | Dundalk | 1 – 1 | Athlone Town | Oriel Park |

### FAI Cup
| Dundalk 10 marzo 1991 Primo turno | Dundalk | 0 – 1 | Ashtown Villa | Oriel Park |

## Statistiche

### Statistiche di squadra
| Competizione     | Punti | Totale | Totale | Totale | Totale | Totale | Totale | DR  |
| Competizione     | Punti | G      | V      | N      | P      | Gf     | Gs     | DR  |
| ---------------- | ----- | ------ | ------ | ------ | ------ | ------ | ------ | --- |
| Premier Division | 52    | 33     | 22     | 8      | 3      | 52     | 27     | +25 |
| LOI Cup          | -     | 3      | 1      | 2      | 0      | 3      | 3      | 0   |
| FAI Cup          | -     | 1      | 0      | 0      | 1      | 0      | 1      | -1  |
| Totale           | -     | 37     | 23     | 10     | 4      | 55     | 31     | +24 |

### Statistiche dei giocatori
| Giocatore   | Premier Division | Premier Division | FAI Cup  | FAI Cup | LOI Cup  | LOI Cup | Totale   | Totale |
| Giocatore   | Presenze         | Reti             | Presenze | Reti    | Presenze | Reti    | Presenze | Reti   |
| ----------- | ---------------- | ---------------- | -------- | ------- | -------- | ------- | -------- | ------ |
| P. Brady    | 17               | 0                | ?        | 0       | ?        | 0       | 17+      | 0      |
| J. Cleary   | 3                | 0                | ?        | 0       | ?        | 1       | 3+       | 1      |
| J. Coll     | 31               | 3                | ?        | 0       | ?        | 0       | 31+      | 3      |
| R. Collins  | 7                | 0                | ?        | 0       | ?        | 0       | 7+       | 0      |
| T. Cousins  | 4                | 3                | ?        | 0       | ?        | 0       | 4+       | 3      |
| T. Eviston  | 33               | 9                | ?        | 0       | ?        | 0       | 33+      | 9      |
| P. Hanrahan | 32               | 18               | ?        | 0       | ?        | 1       | 32+      | 19     |
| M. Kavanagh | 30               | 1                | ?        | 0       | ?        | 0       | 30+      | 1      |
| B. Kehoe    | 0                | 0                | ?        | 0       | ?        | 0       | 0+       | 0      |
| G. Lawless  | 26               | 2                | ?        | 0       | ?        | 0       | 26+      | 2      |
| M. Lawlor   | 31               | 0                | ?        | 0       | ?        | 0       | 31+      | 0      |
| D. Mackey   | 28               | 2                | ?        | 0       | ?        | 1       | 28+      | 3      |
| J. Malone   | 0                | 0                | ?        | 0       | ?        | 0       | 0+       | 0      |
| M. Murray   | 0                | 0                | ?        | 0       | ?        | 0       | 0+       | 0      |
| T. McNulty  | 32               | 10               | ?        | 0       | ?        | 0       | 32+      | 10     |
| R. Murphy   | 31               | 1                | ?        | 0       | ?        | 0       | 31+      | 1      |
| P. Newe     | 0                | 0                | ?        | 0       | ?        | 0       | 0+       | 0      |
| A. O'Neill  | 33               | -27              | ?        | -?      | ?        | -?      | 33+      | -27+   |
| R. Purdy    | 4                | 0                | ?        | 0       | ?        | 0       | 4+       | 0      |
| M. Shelley  | 33               | 1                | ?        | 0       | ?        | 0       | 33+      | 1      |
| E. Synott   | 16               | 1                | ?        | 0       | ?        | 0       | 16+      | 1      |
| L. Wyse     | 0                | 0                | ?        | 0       | ?        | 0       | 0+       | 0      |